# 12119 Memamis
A 12119 Memamis (ideiglenes jelöléssel 1999 NG9) a Naprendszer kisbolygóövében található aszteroida. A LINEAR projekt keretében fedezték fel 1999. július 13-án.